# إليزابيث أيوب
إليزابيث أيوب (بالإسبانية: Elizabeth Ayoub) هي عازفة قيثارة ومغنية وممثلة فنزويلية، ولدت في عقد 1970 في كاراكاس في فنزويلا.